# Simon Adut Yuang
Simon Adut Yuang († 9. September 2018) war ein südsudanesischer anglikanischer Bischof, der anglikanische Bischof von Yirol, in der Province of the Episcopal Church of South Sudan von 2015 bis zu seinem Tod in einem Flugzeugabsturz am 9. September 2018.
Im Januar 2015 starb der Amtsinhaber Daniel Deng Abeil an Krebs. Simon Adut Yuang wurde als sein Nachfolger im Mai 2015 gewählt. Er wurde im Juli 2015 eingesetzt.
Simon Adut Yuang wurde am 9. September 2018 in Yirol zusammen mit mindestens 19 weiteren Passagieren und der Crew des Flugzeugs bei einem Flugunfall getötet. Das Flugzeug war vom Flughafen Juba zum Flugplatz Yirol unterwegs, als es in den Yirol-See stürzte.
Bischof Simon Adut Yuang hinterließ seine Frau und sechs Kinder.